# Museo de Arte de China
El Museo de Arte de China (chino simplificado, 中华艺术宫; chino tradicional, 中華藝術宮; pinyin, Zhōnghuá Yìshù Gōng; shanghainés, Zongwu Nyizeh Ghon), llamado originalmente Museo de Arte de Shanghái, es un museo de arte chino moderno situado en Pudong, Shanghái, China. El museo se encuentra en el antiguo Pabellón de China de la Expo 2010 y es uno de los museos de arte más grandes de Asia.

## Historia

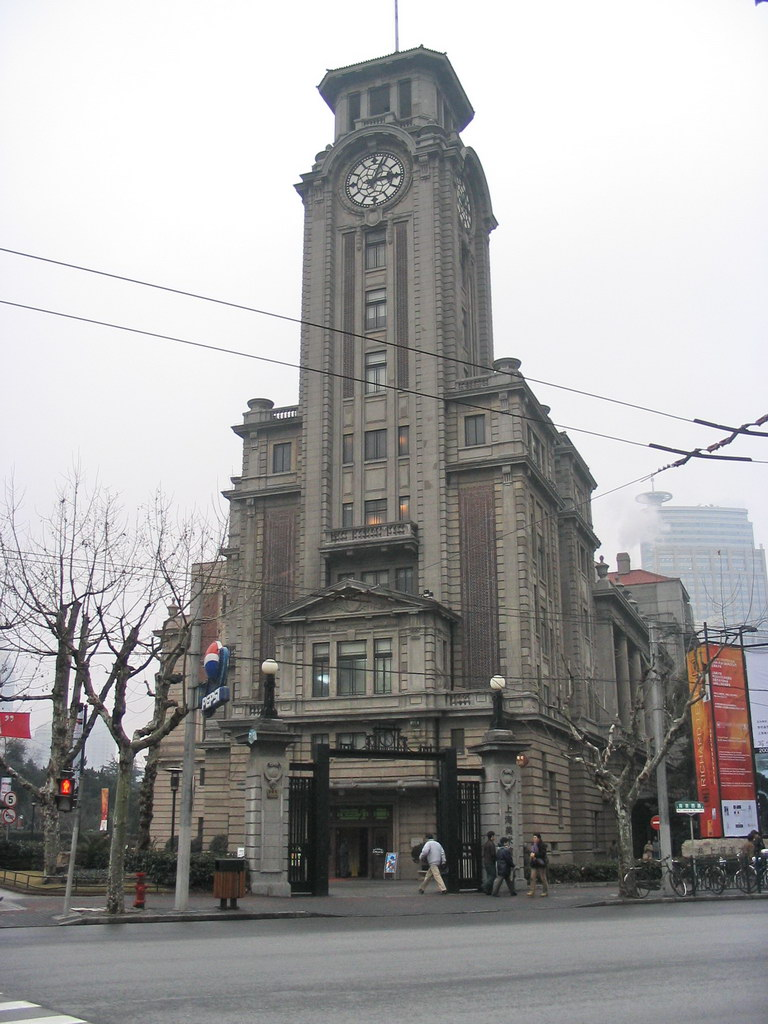
El Museo de Arte de Shanghái se encontraba en el edificio del Club de Carreras de Shanghái.

El predecesor del Museo de Arte de China fue el Museo de Arte de Shanghái, que fue fundado en 1956 en un antiguo restaurante de la Calle Nanjing y reconstruido completamente en 1986. El 18 de marzo de 2000, el Museo de Arte de Shanghái se trasladó al antiguo edificio del Club de Carreras de Shanghái situado en la Plaza del Pueblo, que había albergado la Biblioteca de Shanghái hasta 1997. Con este traslado su espacio de exposiciones pasó de 2200 a 5800 m².
Shanghái albergó la Expo 2010 desde el 1 de mayo hasta el 31 de octubre de 2010, y el Pabellón de China recibió cerca de diecisiete millones de visitantes. Debido a su popularidad, este pabellón fue reabierto durante seis meses adicionales después del final de la exposición. El 13 de noviembre de 2011, el Ayuntamiento de Shanghái anunció que el Pabellón de China de la Expo 2010 se convertiría en la nueva sede del Museo de Arte de Shanghái, que sería renombrado Museo de Arte de China, mientras que el pabellón Urban Future se convertiría en la Power Station of Art, un museo de arte contemporáneo.
El Museo de Arte de China y la Power Station of Art abrieron sus puertas el 1 de octubre de 2012, el Día Nacional de la República Popular China. El antiguo Museo de Arte de Shanghái permaneció abierto hasta el 31 de diciembre de 2012, recibiendo más de doce mil visitantes en los dos últimos días. El Museo de Arte de China es más de diez veces más grande que su predecesor.

## Arquitectura

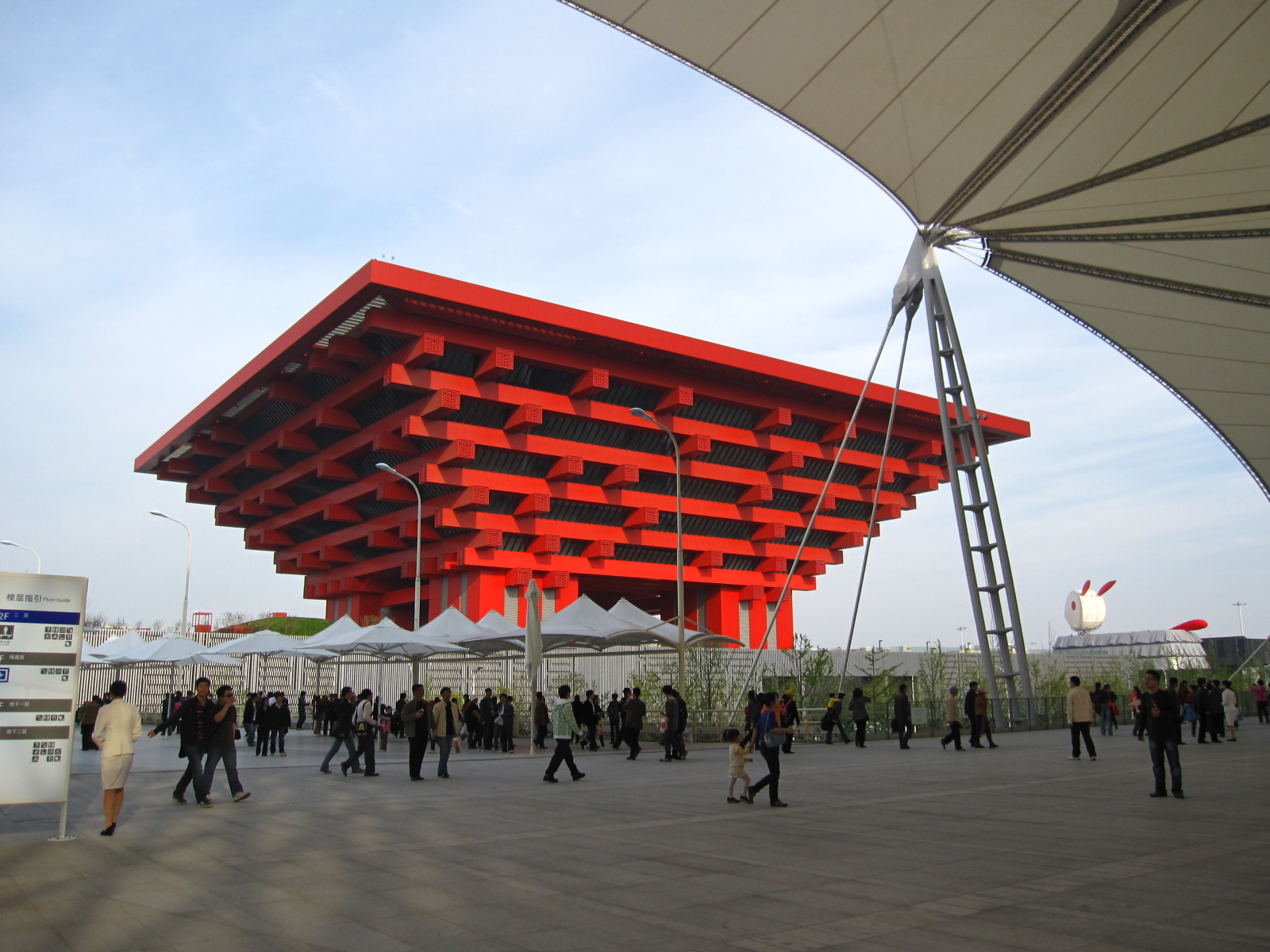
El edificio visto desde el Expo Axis.

La construcción del Pabellón de China empezó el 28 de diciembre de 2007, y el edificio fue completado el 8 de febrero de 2010. Fue el pabellón más caro de la Expo, y costó unos 220 millones de dólares. El pabellón, de 63 metros de altura, es la estructura más alta de la Expo y recibió el apodo de «la corona del este» debido a su parecido a una antigua corona. El edificio fue diseñado por un equipo dirigido por el arquitecto He Jingtang, que se inspiraron en la ménsula de madera china llamada dougong y en el antiguo caldero de bronce llamado ding.

## Exposiciones

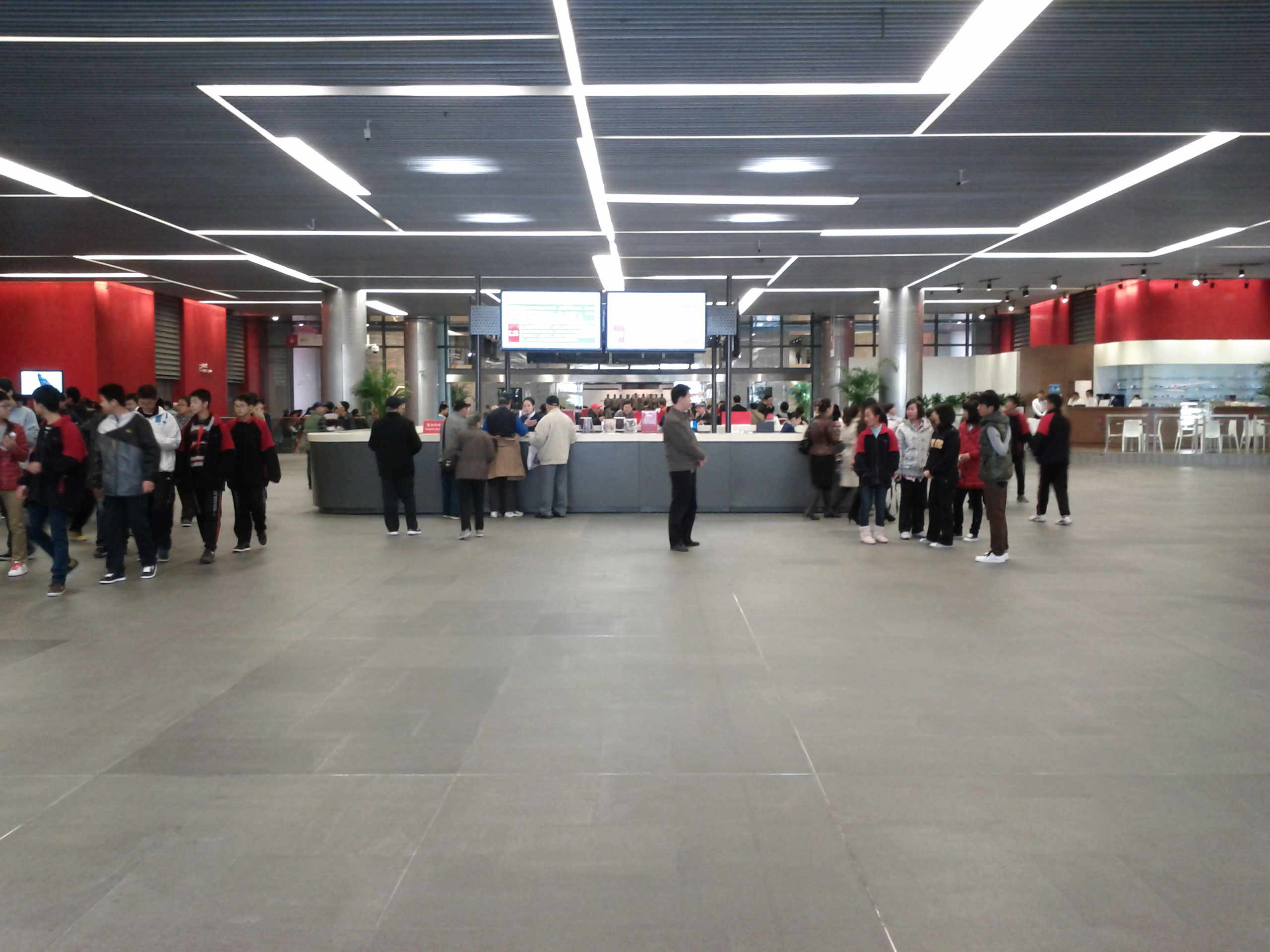
Interior del museo.

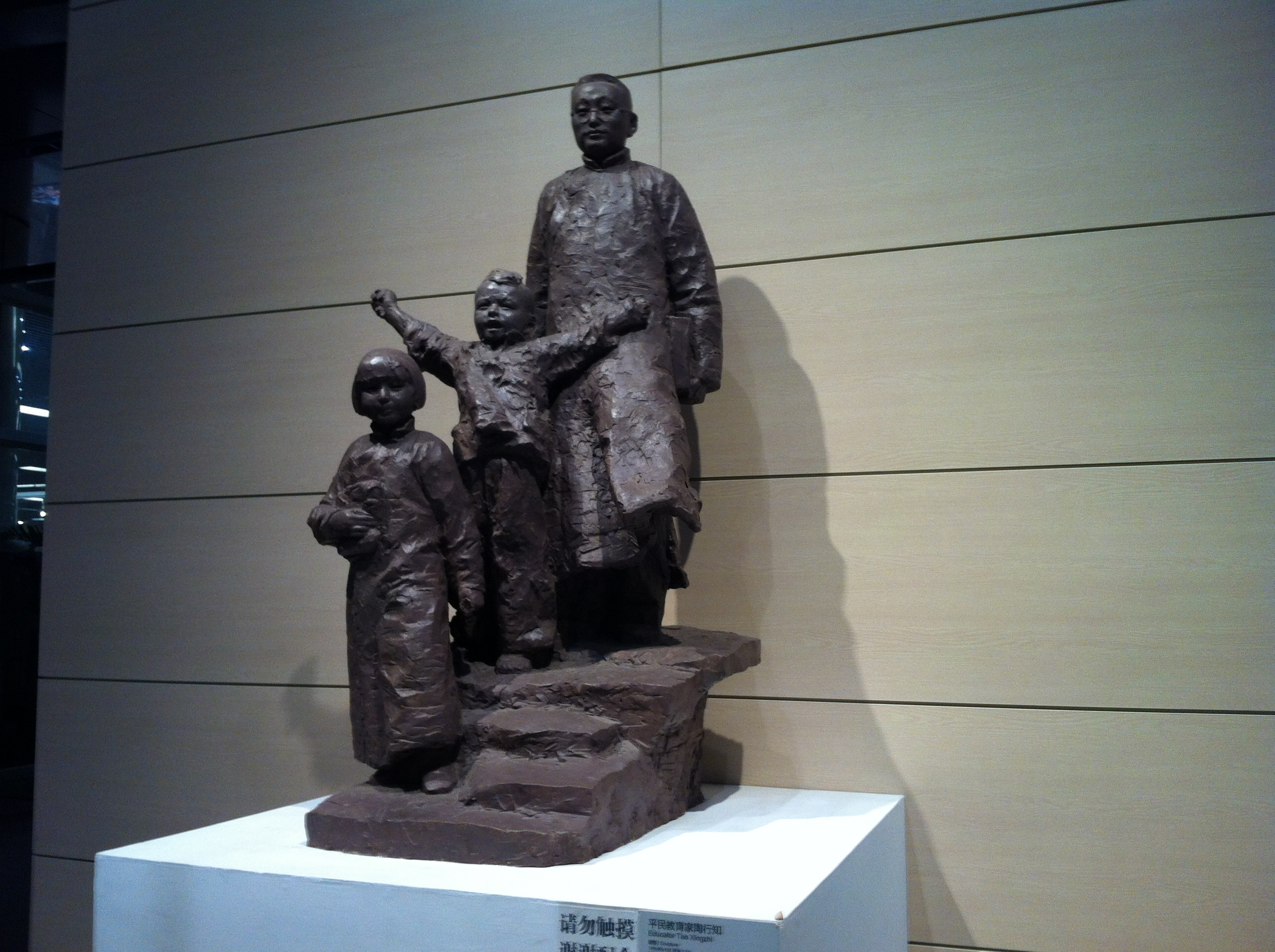
Escultura de Tao Xingzhi.

El Museo de Arte de China tiene una colección de unas catorce mil obras de arte, principalmente de arte moderno chino.

### Origen del arte moderno y contemporáneo chino
«La luna brillante se eleva desde el mar: origen del arte moderno y contemporáneo chino» es una exposición permanente que relata el desarrollo del arte chino moderno y contemporáneo, empezando con la Escuela de Shanghái a finales de la dinastía Qing. Está dividida en tres épocas (la dinastía Qing, la República de China, y la República Popular China) y diez unidades, que ocupan dos plantas, con más de seis mil obras de arte. El conservador de la exposición es Lu Fusheng.

### Exposición de pintores célebres
La «exposición de pintores célebres» es una exposición permanente que muestra obras de algunos de los artistas modernos chinos más conocidos. La primera fase contiene las obras de siete artistas: He Tianjian, Xie Zhiliu y Cheng Shifa, de la Escuela de Shanghái; Lin Fengmian, Guan Liang y Wu Guanzhong, pioneros en la fusión de estilos artísticos chinos y occidentales; y Hua Tianyou, el fundador de la escultura moderna china.

### Arte sobre la historia y cultura de Shanghái
Esta exposición muestra las obras de arte creadas en el marco de un proyecto gubernamental que pretendía fomentar la realización de obras de arte sobre el desarrollo histórico y cultural de Shanghái. Entre sus temas se encuentran las personas, los eventos históricos, las costumbres populares y la arquitectura. El proyecto duró tres años, desde 2010 hasta 2013.

### Arte chino delsigloXXI
«La pintoresca China: el desarrollo de las bellas artes chinas en el nuevo siglo» fue una exposición de un año de duración que mostraba obras de arte del siglo xxi creadas por más de doscientos sesenta artistas chinos. Estaba dividida en cinco unidades y finalizó el 30 de septiembre de 2013.

### Exposiciones especiales
El museo alberga con frecuencia exposiciones especiales. En su primer año de funcionamiento albergó más de una docena de exposiciones especiales, incluidas exposiciones sobre arte taiwanés, la segunda exposición de fotografía de Shanghái, y sendas exposiciones sobre Gustave Courbet y Jean-François Millet procedentes de la colección del Museo de Orsay de París.

## Visitas
El museo se encuentra en el 205 de Shangnan Road, en Pudong. Tiene su propia estación de metro, en la línea 8 del Metro de Shanghái. También es accesible a través de la estación de Yaohua Road, en las líneas 7 y 8, y más de una docena de rutas de autobús. La entrada es gratuita excepto para las exposiciones especiales, que cuestan veinte yuanes. El museo está cerrado los lunes, excepto festividades nacionales. En su primer año de funcionamiento, el Museo de Arte de China recibió casi dos millones de visitantes.